# 英普同盟 (1756年-1762年)
英普同盟（えいぷどうめい、英語: Anglo-Prussian Alliance）は、英普協定により成立した、七年戦争中の1756年から1762年まで続いたグレートブリテン王国とプロイセン王国の間の軍事同盟。同盟により、イギリスはフランスとの争いに集中し、一方プロイセンは大陸ヨーロッパにおける戦闘に没頭した。戦争が終わる数か月前に同盟が解消されたが、その後も両国は協調した。

## 成立
1731年以降、イギリスはプロイセンの敵国オーストリアと英墺同盟を結んでおり、プロイセンはイギリスの敵国フランスと同盟していた。オーストリア継承戦争でオーストリアがシュレージエンを失うと、皇后マリア・テレジアはイギリスの支持を得て、その奪回のための軍事行動を起こそうとした。イギリスが支持を拒否すると、マリア・テレジアはイギリスに失望し、1756年にフランスと同盟を結んだ。突如大陸ヨーロッパにおける同盟国を失ったイギリスは、あわててプロイセン王国のフリードリヒ2世と同盟を結びなおし、ヨーロッパの勢力均衡を保って戦争を防ごうとした。またイギリスでは、大ピットなどが熱烈にプロイセンを支持していた。

## 七年戦争
イギリスの戦争回避の努力にもかかわらず、フリードリヒ2世は1756年8月、オーストリアに先制攻撃してザクセン選帝侯領とボヘミアを占領した。しかし、フランス、オーストリア、スウェーデン、ロシアの猛襲を受け、撤退せざるをえなかった。1757年までに、イギリスの援助がなければプロイセンが崩壊することが明らかになった。フリードリヒ2世の軍は精兵で軍紀もよかったが、資金が不足していたのであった。このため、イギリスは1758年4月11日に英普協定を締結して莫大な援助金を送り始め、単独講和しないことを約束した。
エムデンがフランスから奪回されると、イギリス軍はプロイセンの軍人フェルディナント・フォン・ブラウンシュヴァイク＝ヴォルフェンビュッテルとともにエムデンに駐留してプロイセン西部を守り、フリードリヒ2世をオーストリアとの戦闘に集中させた。このほか、ハノーファー選帝侯領政府はプロイセンの圧力でクローステル・ツェーヴェン協定を破棄、あらためてプロイセンに味方して戦闘に参加した。しかし、連合軍がミンデンの戦いなどの勝利を得たにもかかわらず、プロイセン軍は1759年には崩壊寸前となった。
1759年以降、戦争の帰着はイギリスとプロイセンに大きく有利なものとなった。イギリスは1759年に奇跡の年を経験、フランスをヨーロッパ、北アメリカ、アジアで撃破し、さらにフランスによる本土侵攻も撃退した。また1762年に参戦したスペインにも連戦連勝、同年にロシア女帝エリザヴェータが死去してロシアが戦争から離脱した。

## 同盟の崩壊
1762年、イギリスが財政難で補助金とドイツ駐留軍をひきあげた。イギリスはパリ条約でフランスとスペインから占領した多くの植民地を獲得した。一方、プロイセンはシュレージエンを奪回した一方、さらなる領土の拡張はかなわなかった。両国は結局、単独講和に走った。
戦争の後、両国の関係は悪化した。アメリカ独立戦争ではイギリスがプロイセンに同盟を打診したが断られ、プロイセンは代わりに武装中立同盟と1764年の露普同盟を結んだがイギリスは孤立したままとなった。
独立戦争が終わった1780年代になると、両国は再度接近した。イギリスとプロイセンは1787年のバタヴィア革命で協調、翌年にネーデルラント連邦共和国とともに三国同盟を結び、フランス革命の勃発後は対仏大同盟に参加した。